# بنخامين ميدرانو كيزادا
بنخامين ميدرانو كيزادا (بالإسبانية: Benjamín Medrano Quezada)‏ هو سياسي مكسيكي ينتمي إلى الحزب الثوري المؤسساتي. شغل منصب عضو كونغرس ولاية زاكاتيكاس من 2010 إلى 2013، وتم انتخابه رئيسًا لبلدية فريسنيلو، أكبر بلدية في ولاية زاكاتيكاس المكسيكية بين عامي 2013 و2015. وأصبح نائبا في مجلس نواب المكسيك منذ عام 2015.
أصبح أول مواطن مثلي الجنس في تاريخ المكسيك يتم انتخابه رئيس بلدية، وذلك وفقًا للتقارير الصحفية بعد انتخابه رئيسًا لبلدية فريسنيو، زاكاتيكاس. ولكنه ليس أول مواطن مكسيكي مثلي الجنس يتم انتخابه لمنصب سياسي، حيث انتخب قبله عدة أعضاء في كونغرس المكسيك مثليين ومثليات علنا منذ عام 1997.

## سيرة شخصية
ولد لعائلة فقيرة مع أحد عشر شقيقًا في نوشيستلان، زاكاتيكاس، قام ميدرانو بجولة في كل من المكسيك والولايات المتحدة كموسيقي لماريا فيكتوريا وأنخليكا ماريا. تخرج بعد سنوات من جامعة زاكاتيكاس المستقلة وحصل على درجة البكالوريوس في القانون، وترأس في سن ال 21 فرعًا محليًا لنقابة للموسيقيين المحترفين. وأصبح رجل أعمال حيث قام بتسجيل العديد من ألبومات بالاد وموسيقى الرانشيرا وإنشاء ملهى ليلي للمثليين في عام 1994.
التحق بالسياسة عام 1995 كعضو مجلس مدينة زاكاتيكاس بعد ثلاث سنوات أصبح حليفًا لريكاردو مونريال، وهو سياسي مؤثر في الولاية استقال من الحزب الثوري المؤسساتي لمواصلة مسيرته المهنية في العديد من أحزاب اليسار السياسي. أصبح ميدرانو بعد سنوات المستشار الرئيسي لحاكمة ولاية زاكاتيكاس أماليا غارسيا من حزب الثورة الديموقراطية. انضم إلى ديفيد مونريال (شقيق ريكاردو) في مجلس مدينة فريسنيو وفي عام 2010 أصبح نائبًا برلمانية في كونغرس الولاية عن حزب العمال المكسيكي، لكنه ترك الحزب في عام 2011 عندما انتخب الحزب شخصًا آخر لخوض الانتخابات الفيدرالي لمنصب نائب في دائرته السياسية. وظل في الهيئة التشريعية وترأس أيضًا لجنة المالية.
تعد منطقة فريسنيلو منطقة ريفية إلى حد كبير مع مستوى عالٍ من جرائم العنف المتعلقة بحروب المخدرات. تغطي البلدية حوالي 258 قرية «مليئة بسكان الريف القاسيين، الذين ليس لديهم الكثير من المعلومات حول ما يحدث في أماكن أخرى ...» وفقًا لميدرانو.
ترشح ميدرانو في حملة للسلامة العامة ضد حملة تشويه من حزبه السابق حزب العمال المكسيكي والتي ركزت على مثليته الجنسية واختلاس أموال عامة. ووعد في برنامجه أيضًا بقمع فساد الشرطة واستعادة الأمن والسيطرة على عصابات المخدرات. يتحدث ميدرانو عن مثليته الجنسية ويدافع علنًا عن حقوق العمل للمتحولين جنسيا، ولكنه يعارض زواج المثليين وتبني المثليين للأطفال، وعروض فخر المثليين والمثلية «العلنية»، ودعارة الذكور المثليين والإجهاض. تم تعيينه رئيسًا للجنة الاهتمام بالبلديات الريفية وهي جزء من المنظمة الوطنية للاتحاد الوطني للبلديات في المكسيك.
ترشح ميدرانو في عام 2015 وفاز بمقعد في مجلس نواب المكسيك للهيئة التشريعية الثالثة والستين للكونغرس المكسيكي، ممثلا لأول مقاطعة من زاكاتيكاس مقرها في فريسنيلو. يعمل في خمس لجان: لجنة خاصة لـ«بويبلوس ماجيكوس» والإذاعة والتلفزيون ولجنة مركز دراسات القانون والبحوث البرلمانية، والمقاطعة الفيدرالية والنقاط الدستورية. سعى ميدرانو في أكتوبر 2015 لمغادرة مجلس النواب لمدة عام وإنهاء فترة ولايته كرئيس لبلدية فريسنيلو. ولكنه بقي في مجلس النواب بعد مفاوضات بينه وبين المسؤولين في زاكاتيكاس واختار مغادرة رئاسة بلدية فريسنيو بشكل دائم.